# 남위 45도
남위 45도는 적도로부터 남쪽으로 45도 떨어진 위선이다. 대서양, 인도양, 오스트랄라시아, 태평양, 파타고니아를 지난다. 이 위도에서의 일조시간은 하지일 때 15시간 37분, 동지일 때 8시간 46분이다.
남위 45도선은 남극점(90도)에서 적도(0도)까지의 거리의 절반에 해당하는 중간지점이지만 실제 중간지점은 이론상의 남위 45도선보다 남쪽으로 16.2km 떨어진 곳이다. 지구가 구형이고 지구의 자전으로 인한 원심력에 의해 적도부분이 부풀어 오르고 극지방이 평평한 타원체이기 때문이다.

## 지나가는 지역

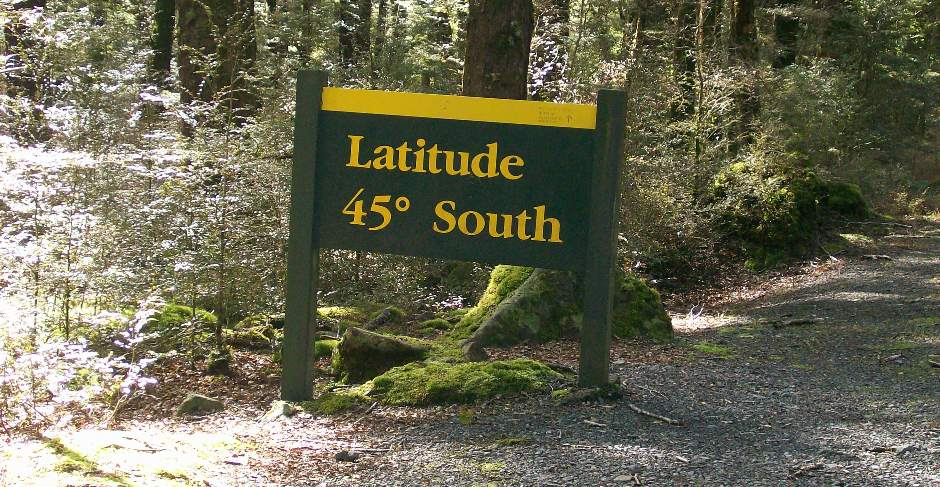
남위 45도선을 나타내는 표지판(뉴질랜드)

남위 45도선은 본초 자오선에서 동쪽 방향으로 다음 지역들을 지나간다.
| 좌표                                                   | 국가, 지역, 해역 | 비고                                                 |
| ------------------------------------------------------ | ---------------- | ---------------------------------------------------- |
| 남위 45° 0′ 동경 0° 0′  / 남위 45.000° 동경 0.000°     | 대서양           |                                                      |
| 남위 45° 0′ 동경 20° 0′  / 남위 45.000° 동경 20.000°   | 인도양           |                                                      |
| 남위 45° 0′ 동경 147° 0′  / 남위 45.000° 동경 147.000° | 태평양           | 태즈먼해                                             |
| 남위 45° 0′ 동경 167° 8′  / 남위 45.000° 동경 167.133° | 뉴질랜드         | 남섬, 오아마루, 네이즈비, 크롬웰, 퀸스타운 남쪽 통과 |
| 남위 45° 0′ 동경 171° 6′  / 남위 45.000° 동경 171.100° | 태평양           | 칠레 괌블린섬 남쪽 통과                              |
| 남위 45° 0′ 서경 74° 23′  / 남위 45.000° 서경 74.383°  | 칠레             | 초노스 군도(자메스섬, 멜초섬), 아이센주              |
| 남위 45° 0′ 서경 71° 33′  / 남위 45.000° 서경 71.550°  | 아르헨티나       | 추부트주                                             |
| 남위 45° 0′ 서경 65° 35′  / 남위 45.000° 서경 65.583°  | 대서양           |                                                      |

## 같이 보기
- 남위 44도
- 남위 46도